# Bilicenii Noi, Sîngerei
Bilicenii Noi este satul de reședință al comunei cu același nume  din raionul Sîngerei, Republica Moldova, situată la latitudinea 47.6969, longitudinea 28.0366 și altitudinea de 170 metri față de nivelul mării. Aceasta localitate este in administrarea or. Sângerei. Conform recensământului din anul 2004 populația este de 773 locuitori. Distanța directă până în or. Sângerei este de 13 km. Distanța directă până în or. Chișinău este de 113 km.
Focarul de formare a acestei comune apare în anul 1925, hramul fiind sărbătorit pe 21 noiembrie.

## Populația
Conform recensământului din anul 2004.
Locuitori - 773, dintre care:

Bărbații - 355

Femei - 418
Componenta pe naționalități:
| Naționalitate    | Număr de locuitori | % de locuitori |
| ---------------- | ------------------ | -------------- |
| Moldoveni/Romani | 643                | 83.18          |
| Ucraineni        | 118                | 15.27          |
| Ruși             | 9                  | 1.16           |
| Găgăuzi          | 1                  | 0.13           |
| Bulgari          | 1                  | 0.13           |
| Evrei            | 0                  | 0              |
| Polonezi         | 0                  | 0              |
| Romi/Tigani      | 0                  | 0              |
| Altele           | 1                  | 0.13           |

### Preferințe electorale
| Data Alegerilor | PSRM | PCRM | PDM | PLDM | PL | Alții | Total Voturi |
| --------------- | ---- | ---- | --- | ---- | -- | ----- | ------------ |
| 2014-11-30      | 59   | 112  | 56  | 65   | 2  | 88    | 382          |
| 2010-11-28      | 0    | 246  | 62  | 68   | 9  | 37    | 422          |
| 2009-07-29      | 0    | 268  | 84  | 27   | 9  | 32    | 420          |
| 2009-04-05      | 0    | 295  | 17  | 24   | 8  | 74    | 418          |

## Așezare geografică
Satul Bilicenii Noi - localități în raza de 10 km:
2 km - distanța directă până la satul Mîndreștii Noi din raionul Sîngerei;

4 km - distanța directă până la satul Mărinești din raionul Sîngerei;

4 km - distanța directă până la satul Lipovanca din raionul Sîngerei;

5 km - distanța directă până la satul Bilicenii Vechi din raionul Sîngerei;

5 km - distanța directă până la satul Sîngereii Noi din raionul Sîngerei;

6 km - distanța directă până la satul Coada Iazului din raionul Sîngere;
7 km - distanța directă până la satul Trifănești din raionul Sîngerei;

7 km - distanța directă până la satul Octeabriscoe din raionul Sîngerei;

7 km - distanța directă până la satul Pălăria din raionul Sîngerei;

8 km - distanța directă până la satul Țambula din raionul Sîngerei;

8 km - distanța directă până la satul Pompa din raionul Fălești;

9 km - distanța directă până la satul Pervomaisc din raionul Fălești ;

9 km - distanța directă până la satul Heciul Nou din raionul Sîngerei ;

9 km - distanța directă până la satul Vrănești din raionul Sîngerei;

10 km - distanța directă până la satul Nicolaevca din raionul Sîngerei;

10 km - distanța directă până la satul Elizaveta din Municipiul Bălți;

10 km - distanța directă până la satul Rădoaia din raionul Sîngerei;

10 km - distanța directă până la satul Comarovca din raionul Fălești
Distanța directă până  în or. Sîngerei este de - 13 km,

Distanța directă până în or. Chișinău este de - 113 km